# Летние и осенние цветы
«Летние и осенние цветы» (яп. 夏秋草図屏風) — роспись по двустворчатой ширме японского художника Сакаи Хоицу. Находится в собрании Токийского национального музея, входит в список список важных культурных ценностей Японии.

## История
«Летние и осенние цветы» являются одной из выдающихся работ мастера школы Римпа Сакаи Хоицу. Ширма состоит из двух частей; она была создана при помощи туши, красок, серебряной и позолоченной бумаги.
«Летние и осенние цветы» изначально были созданы на обратной стороне ширмы Бог ветра и бог грома авторства Огаты Корина, принадлежавшей семье Хоицу. Роспись стала образцом мастерства школы Римпа; впоследствии обе части ширмы разделили, чтобы защитить их от повреждений. На оборотной стороне изображения Райдзина Сакаи Хоицу изобразил «летние растения, оживлённые внезапным порывом дождя и бурным потоком реки», а на обороте Фудзина — «раскачивающиеся осенние растения и красные листья плюща в порыве сильного ветра». Стиль Хоицу, «нацеленный на естественное сочетание поэтических эмоций и декоративной техники», сочетался с «изящным и изысканным вкусом, присущим поэзии, являвшейся другим видом искусства, которым он занимался». Художник использовал технику тарасикоми «для изображения растений и цветов с поэтическими чувствами», что высоко ценилось его современниками и последователями.
Работа была создана в начале XIX века около 1821 года. На обеих половинах ширмы присутствует печать Сакаи Хоицу и печать с надписью «Бунсэн» — одним из псевдонимов художника.
Ширма является частью собрания Токийского национального музея, где периодически выставляется для публики. Одна из последних выставок с ней состоялась с 21 сентября по 30 октября 2016 года, до этого она выставлялась в 2008, 2010 и 2013 годах.